# Lucas Barrios
Lucas Ramón Barrios Cáceres (San Fernando, Buenos Aires, Argentina; 13 de noviembre de 1984) es un exfutbolista y entrenador argentino nacionalizado paraguayo que jugaba como delantero centro. Fue internacional con la Selección de Paraguay.
A lo largo de su trayectoria pasó por clubes como el Borussia Dortmund, Grêmio o Palmeiras. En el año 2008, jugando por Colo-Colo de Chile, fue reconocido por la Federación Internacional de Historia y Estadística de Fútbol como el Mejor goleador mundial de Primera División debido a que ese año convirtió en 37 ocasiones. Además, junto con Luis Hernán Álvarez, posee el récord de goles anotados por Colo-Colo en una temporada. Fue integrante de la selección de fútbol de Paraguay que llegó a cuartos de finales en la Copa Mundial de Fútbol de 2010 y que fue subcampeón de la Copa América 2011. En septiembre de 2022 anunció su retiro, pero tan sólo tres meses después anunció su regreso al fútbol, para jugar en el Sportivo Trinidense de la primera división de Paraguay.

## Biografía
Nació en San Fernando (Argentina) el 13 de noviembre de 1984. Hijo del argentino Eugenio Barrios, un maestro de obras, y de la paraguaya Petrona Cáceres. Creció allí junto a sus siete hermanos. Es primo de los futbolistas paraguayos Marcos y Víctor Cáceres, por vía materna, con los que ha coincidido en la selección paraguaya.
El 25 de marzo de 2010, Barrios obtuvo la nacionalidad paraguaya por una opción denominada ius sanguinis que le otorga la Constitución Nacional, al ser hijo de madre paraguaya, Con este paso, el futbolista se convirtió en un convocable más para la selección de fútbol de Paraguay.
El 4 de mayo de 2010, fue convocado por Gerardo Martino, en ese entonces técnico de la selección paraguaya, para representar a Paraguay en la Copa Mundial de Sudáfrica 2010 y posteriormente en la Copa América 2011, realizada en Argentina, donde su equipo terminó subcampeón.

## Trayectoria

### Inicios
Sus inicios como futbolista fueron alentados por su primo David Barrios, exjugador de Chacarita Juniors, quien salía a la cancha con él como mascota. Tras dar sus primeros pasos en los clubes Mitre, Juventud de Liniers, Barracas Central y Pacífico, ingresó a las inferiores de Huracán, de donde se debió ir por su estatura y pequeña contextura física. Lucas pensó en dejar el fútbol, pero su papá insistió en que debería seguir intentando ser un jugador profesional. Es así como llegó a Argentinos Juniors, en donde fue ascendido al primer equipo en el año 2003 por el entrenador Ricardo Gareca. Su debut llegó en el mismo año, en el cual se convirtió en el jugador número 1000 en vestir la camiseta de Argentinos. Jugó en 15 oportunidades, marcando 5 goles en el Nacional B. No logró consolidarse y pasó a préstamo a Tigre en donde tampoco tuvo un buen rendimiento. Volvió a Argentinos Juniors en donde Osvaldo Sosa no lo tuvo en cuenta, por lo que decidió partir a Chile.

### Deportes Temuco y vuelta a la Argentina
A comienzos de 2005 llegó a Deportes Temuco, cuadro que militaba en la Primera División chilena, gracias a los contactos del entrenador del club Claudio Nigretti en Argentina. En esa temporada Deportes Temuco se encontraba en una crisis institucional, por lo que se le descontaron puntos por el no pago de sueldos a los jugadores. El tema cansó a Barrios y amenazó con irse de la ciudad de Temuco, pero sus compañeros de equipo intercedieron para que no se fuera. En su primera temporada en Chile anotó 12 goles —6 en el Torneo de Apertura y 6 en el Clausura—, los cuales no fueron suficientes para que Deportes Temuco se salvara del descenso por tabla acumulada de los últimos 3 años en Primera, a Primera B. 
Casi se hace la transacción a Audax Italiano pero rumores de indisciplina hicieron que no se concretara.
Así su buena actuación personal, hacía que diversos clubes se interesaran por él para el año 2006, siendo finalmente Tiro Federal de la Primera División argentina el equipo que consiguió el pase del jugador, recomendado por el entrenador chileno Óscar del Solar. En Tiro Federal no pudo repetir la buena temporada que tuvo en canchas chilenas, jugando doce partidos y marcando un tanto por el equipo de Rosario.

### Cobreloa y su paso por México
A mediados de 2006 es adquirido por Cobreloa, en donde formó parte de la delantera del equipo junto a Rodrigo Mannara y José Luis Díaz. Ya consolidado como titular y goleador, Lucas Barrios fue separado del plantel luego de una discusión con el entrenador del club, Jorge Aravena, previo a un encuentro frente a Coquimbo Unido, pero fue reincorporado al plantel a la fecha siguiente. Cobreloa terminó la fase regular del Clausura 2006 en primer lugar, alcanzando el cupo para la pre Libertadores 2007, pero en los playoffs del campeonato fueron eliminados en semifinales por Colo-Colo. Barrios anotó 12 goles en el Clausura y tras finalizar el campeonato fue considerado como opción para el ataque de la Universidad Católica, sin embargo, renovó con el conjunto minero para el año 2007.
El delantero comenzó 2007 convirtiendo 9 goles en los primeros 6 partidos del campeonato, lo que llamó la atención del Dínamo de Kiev. Ya finalizado el campeonato, y tras haber convertido 18 goles en el Torneo de Apertura, Barrios interesó a Colo-Colo y al Necaxa del fútbol mexicano. El jugador finalmente llegó a México para firmar por el Necaxa, pero, tras no llegar a acuerdo con el club, se integró al Atlas por una suma de 2,5 millones de dólares.
En el Atlas, que estaba bajo dirección técnica de Rubén Omar Romano, inició el Apertura 2007 como titular, pero a medida que avanzó el torneo no fue considerado por el entrenador y terminó el campeonato siendo suplente, jugando en total 460 minutos y anotando un gol.

### Colo-Colo
A comienzos de 2008, Barrios fichó por Colo-Colo por recomendación del técnico Claudio Borghi inicialmente en un préstamo por seis meses para reemplazar a Humberto Suazo en la delantera y así reforzar al equipo chileno para la Copa Libertadores 2008. En el campeonato internacional Barrios convirtió un tanto frente al UA Maracaibo en primera ronda, etapa en donde quedó fuera el cuadro albo. Por su parte, en el torneo nacional, Colo-Colo llegó a los playoffs en donde Lucas Barrios fue clave en el paso del club a la final. En el partido de vuelta por las semifinales contra Ñublense, Barrios anotó dos goles sobre el final del encuentro, lo que le permitió a Colo-Colo llegar a la final del torneo chileno por quinta vez consecutiva. Ya en la primera vuelta de la final contra Everton de Viña del Mar, Barrios anotó su tanto número 19, con lo que se consagró como el goleador del torneo que terminó ganando Everton.
Cuando finalizó el préstamo del Atlas de Guadalajara a mitad de año, el equipo mexicano pidió la vuelta de Barrios para reemplazar al delantero argentino Bruno Marioni, pero Colo-Colo hizo válida la opción de compra del pase del jugador pagando US$ 2 millones, por lo que Barrios siguió en Chile. Ya en el Clausura 2008, Barrios recibió una oferta del club griego Panathinaikos, que rechazó para seguir jugando por Colo-Colo. Avanzado el campeonato, luego de un partido frente a la Universidad Católica, Barrios recibió dos fechas de suspensión por decisión del Tribunal de Disciplina de la ANFP luego de un gesto que dio a entender un "pago" a los árbitros. Terminada la suspensión, Barrios fue la figura en una nueva edición del clásico del fútbol chileno, frente a la Universidad de Chile, en donde anotó los dos goles del triunfo por 2:0 de los albos. Fechas después fue nuevamente sancionado, en una polémica decisión del Tribunal de Disciplina tras simular una falta penal en un partido frente a Cobreloa.
Barrios finalizó la fase regular del Clausura con once partidos jugados, anotando igual cantidad de goles, y su equipo, Colo-Colo, terminó en segundo puesto. En los playoffs Colo-Colo avanzó a la final en donde derrotó a Palestino, coronándose así como campeón por 28° vez en su historia. A su vez, Lucas Barrios se coronó como el goleador del torneo con 18 goles, cifra que acumulada con los 19 que consiguió en el Apertura, le permitió a Barrios finalizar con 37 goles en 38 partidos durante el año, por lo que se quedó con el título de Mejor goleador mundial de Primera División de 2008, según la Federación Internacional de Historia y Estadística de Fútbol, superando por cuatro tantos al delantero neerlandés Klaas-Jan Huntelaar del Ajax Ámsterdam, así como también igualando la cifra récord de Luis Hernán Álvarez en 1963 con la mayor cantidad de goles anotados en una temporada por Colo-Colo.
En enero de 2009, Colo-Colo rechazó la oferta por Barrios por parte del Nancy francés y del Espanyol de Barcelona, ambos por no llegar a un acuerdo económico.

### Borussia Dortmund
El 24 de julio de 2009 se anunció su traspaso al club alemán Borussia Dortmund a cambio de poco más de 6,5 millones de dólares. En su primer partido anotó el gol del triunfo para Borussia Dortmund y en el segundo anotó el gol del empate.
En la campaña 2009/10, terminó como el tercer mejor goleador del campeonato alemán, con 19 tantos en 33 duelos de liga, en duelos de copa, hizo 4 goles en 3 partidos. 
En la temporada 2010/11, Barrios fue pieza clave en el equipo que se coronó campeón de la Bundesliga con 2 fechas de anticipado, pues anotó 16 goles formando un ataque temible con Shinji Kagawa, Mario Götze, Kevin Grosskreutz y Robert Lewandowski.
En 2010 surgió un rumor de que Barrios podría firmar por Real Madrid, luego que Gonzalo Higuaín se lesionara la hernia discal. Barrios era del gusto de Mourinho, entrenador de los merengues, pero no era del gusto del presidente Florentino Pérez. 
La temporada 2011/12 fue irregular para Lucas por un par de lesiones en la selección y con su club que lo mantuvieron marginado unos meses, por lo tanto el jugador sólo convirtió 5 goles, pero a la postre el equipo logra el bicampeonato con unas fechas de anticipación. Además, ganó la Copa de Alemania, en donde anotó un tanto en los cuartos de final, en la goleada por 4-0 ante el Holstein Kiel, club proveniente de la cuarta división del fútbol bávaro.

### Guangzhou Evergrande
El 2 de mayo de 2012 se confirma el traspaso de Lucas al fútbol chino por la suma cercana de 9 millones de euros, firmando por los siguientes 4 años donde gana la liga y la copa china.

### Spartak Moscú
En 2013 se confirma el traspaso de Lucas Barrios al Spartak de Moscú de Rusia por la temporada 2013/14. Debutó el 18 de agosto en el empate a cero goles como locales frente a Rubin Kazan.

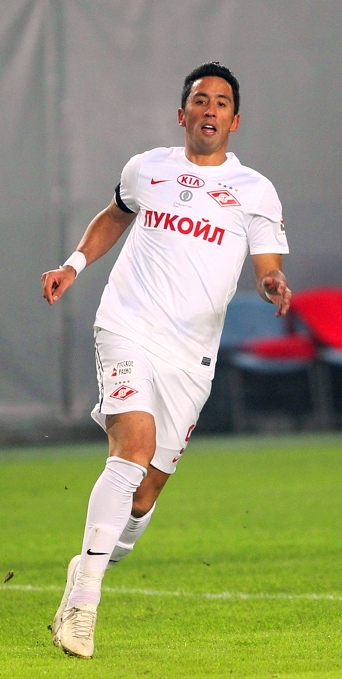
Barrios con el Spartak Moscú (25 de noviembre de 2013).

Su primer gol lo marcó el 1 de diciembre en la goleada 6 por 1 sobre Volga Novgorod. En la primera fecha de la temporada 2014-15 el 1 de agosto marcó un gol en la goleada 4 a 0 como visitantes en casa del Rubin Kazan, siendo este también su último partido en el club.

### Montpellier
El 8 de agosto de 2014 el Montpellier Hérault Sport Club ficha a Lucas Barrios sin desvelar ni el monto ni la duración de su contrato. Debuta el 17 de agosto en la victoria 0-2 como visitantes contra el Olympique Marsella. Hasta el 6 de diciembre marca su primer gol en la goleada 4 por 0 en casa del Stade Rennes. El 17 de enero marca su primer hat-trick con el club francés marcando los tres de la victoria 2-3 en casa del FC Metz, el 1 de marzo marca el gol de la victoria 2-1 sobre Olympique de Niza. Marca doblete el 14 de marzo en el 3 por 1 sobre Stade de Reims, su último gol con el club lo marca el 4 de mayo en la victoria 3 por 1 sobre el Sporting Club de Bastia.

### Palmeiras
El 30 de junio de 2015 se presenta como nuevo jugador del Sociedade Esportiva Palmeiras del Campeonato Brasileño de Serie A. El 19 de julio debuta en la victoria por la mínima en el clásico con Santos FC. Su primer gol lo marca el 26 de agosto en la victoria 3 a 2 como visitantes en casa de Cruzeiro EC por la Copa de Brasil. El 16 de septiembre sale como la figura del partido en la goleada 4 por 1 sobre Fluminense FC en calidad de visitantes, tres días después marca el gol de la victoria 3 a 2 sobre Grêmio Foot-Ball Porto Alegrense. El 28 de octubre marca los dos goles de la victoria 2-1 sobre Fluminense FC igualando el global 3 a 3 clasificando desde tiro del punto penal.
El 20 de marzo marca su primer gol de 2016 en la derrota en su visita al Audax São Paulo por el Campeonato Paulista. El 6 de abril marca gol en el empate a tres goles frente a Rosario Central en Argentina por la Copa Libertadores 2016. Marca el gol de la victoria 2-1 sobre el Esporte Clube Vitória el 7 de agosto.

En su último partido con el club el 19 de febrero de 2017 marca gol en la victoria 4 - 0 como visitantes en casa del Linense por el Campeonato Paulista.

### Grêmio Porto Alegre
El 24 de febrero es confirmado como nuevo jugador del Grêmio Foot-Ball Porto Alegrense también de Brasil. Debuta el 4 de marzo en el empate a dos goles frente al Sport Club Internacional por el Campeonato Gaucho. Su primer gol lo marca el 19 de marzo en el 0-2 en casa del Veranópolis. 

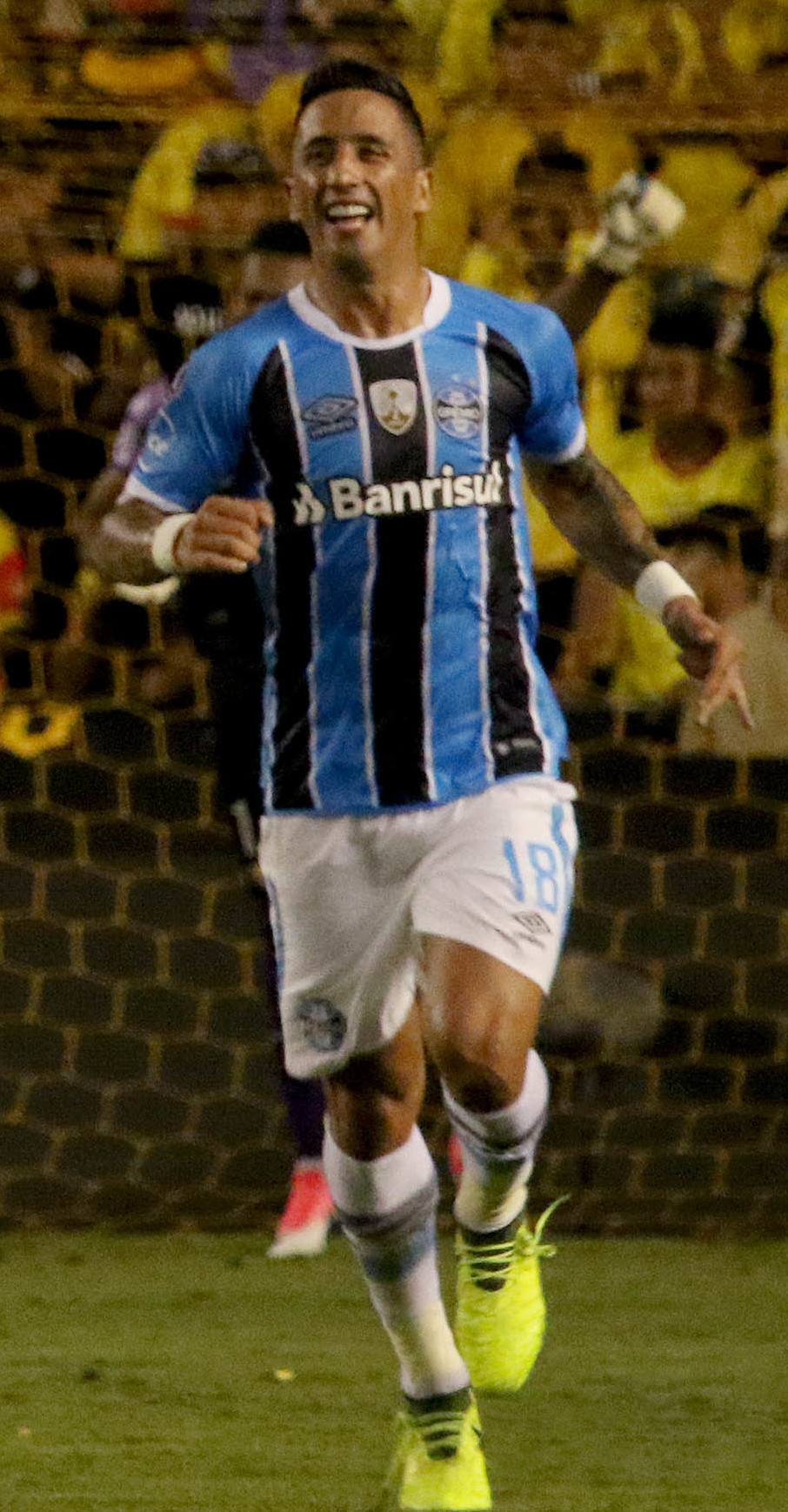
Barrios como jugador del Grêmio en 2017.

El 27 de abril marca su primer hat-trick con el club en la goleada 4 por 1 sobre Club Guaraní de Paraguay en la Copa Libertadores 2017 y se consagra campeón de la Copa Bridgestone Libertadores de América

### Regreso a Argentinos Juniors
Luego de fallar su arribo al equipo chileno Colo-Colo, el 11 de enero de 2018 se confirma su regreso al club donde debutó profesionalmente: Argentinos Juniors.

### Regreso a Colo-Colo

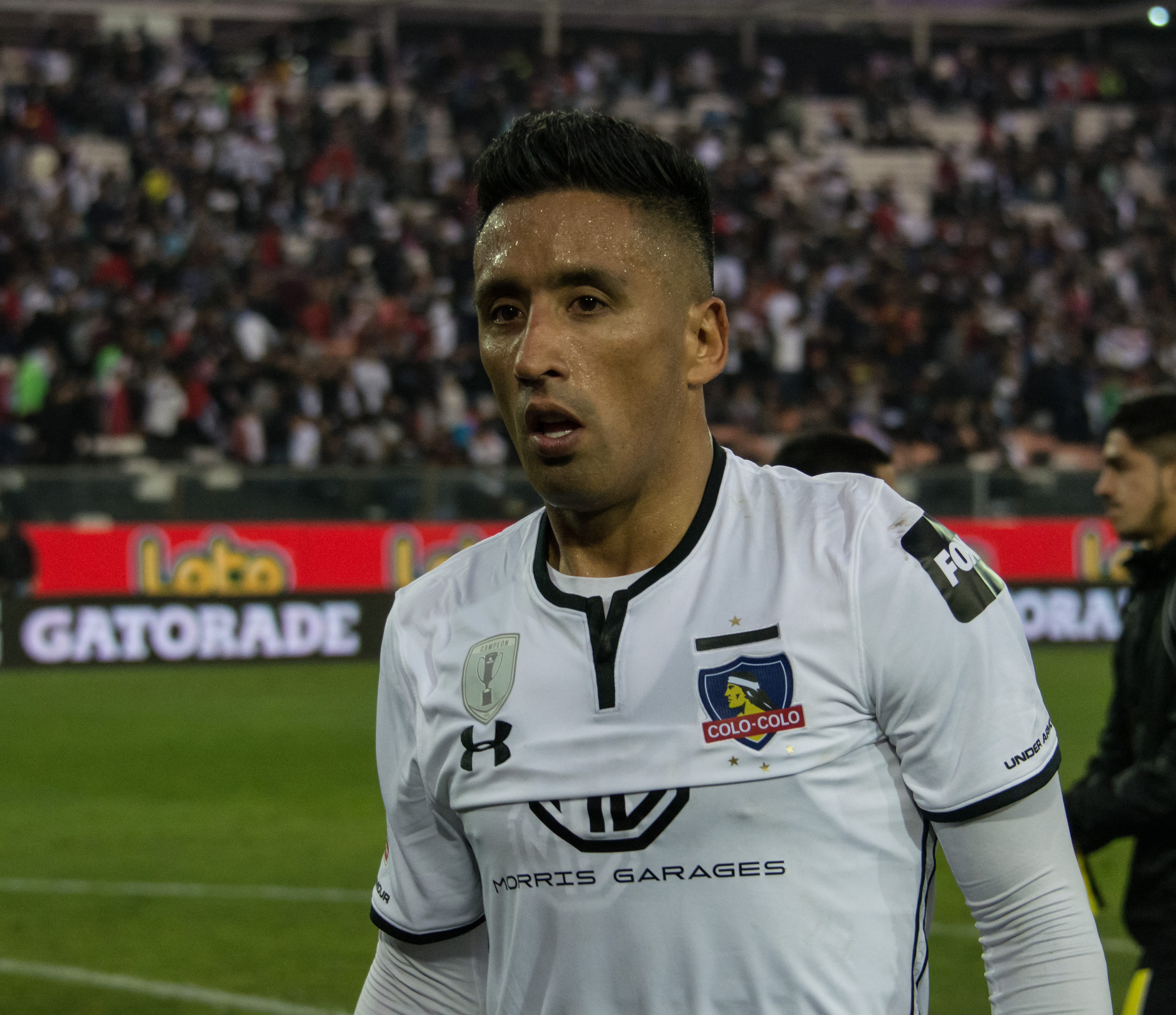
Barrios jugando para el Colo-Colo en un partido del 12 de agosto de 2018 ante San Luis.

Tras su paso por Argentinos Juniors, finalmente se concretó su regreso al Colo-Colo el 27 de junio de 2018. El 21 de julio retornó con la camiseta del Cacique con la dorsal 33 en la victoria frente a La Calera 2-0 con goles del mismísimo Barrios y Esteban Paredes por la fecha 16. Luego de un semestre en el conjunto albo, Lucas anunció su decisión de dejar el club el día 3 de diciembre de 2018.

### Gimnasia y Esgrima La Plata
Llegó a Gimnasia y Esgrima La Plata el 16 de enero de 2020, para ser dirigido por Diego Armando Maradona e intentar salvar del descenso al Lobo. Firmó contrato por un año, con una cláusula de salida a los seis meses.

### Defensa y Justicia
Luego de dejar Gimnasia, en el año 2021 tomó rumbo a Florencio Varela para firmar con Defensa y Justicia. A fines de 2021 terminó su contrato.

### Patronato
En enero de 2022, a sus 37 años, firmó un contrato por 1 año con Patronato, equipo de la ciudad de Paraná.

## Selección nacional
Pese a que Barrios pretendía ser convocado por la selección argentina y estuvo cerca de jugar con la selección chilena al estar a 1 año de poder ser convocado estando en el club chileno Colo-Colo (antes de irse a Alemania), terminó siendo internacional con la selección de fútbol de Paraguay, siendo convocado por Gerardo Martino por primera vez en 2010. Su debut se produjo el 25 de mayo del mismo año durante un partido amistoso jugado ante Irlanda en el que fue autor del único gol de su equipo. En su siguiente encuentro, disputado ante Costa de Marfil el 30 de mayo, a poco de haber ingresado de recambio sobre el minuto 70 de juego, marcó su segundo tanto con la casaca albirroja. En su tercera presencia al hilo, ocurrida el 2 de junio frente a Grecia, volvió a anotar. El martes 7 de septiembre anotó su cuarto gol con la casaca albirroja frente a China empatando 1 a 1. El sábado 4 de julio anotó su quinto gol con la casaca de la selección frente a Bolivia ganando por 2 a 0. Estos goles fueron marcados en partidos amistosos, su primer gol oficial con la albirroja fue el 13 de julio de 2011 frente a Venezuela en el marco de la Copa América Argentina 2011.
Barrios fue citado por el adiestrador argentino Gerardo Martino para disputar el Mundial de Sudáfrica 2010, allí Paraguay alcanzó los cuartos de final y Lucas realizó una sobresaliente campaña con la albirroja en sus encuentros ante Italia, Eslovaquia y Nueva Zelanda. Convirtió contra Japón en la tanda de penaltis en octavos de final de dicha competencia y estuvo a punto de penetrar el arco rival español en los cuartos de final de la misma.
En 2011, fue convocado nuevamente por Gerardo Martino para participar en la Copa América, allí realizó buenos encuentros ante Ecuador y Brasil, de hecho le marcó gol a Venezuela en la etapa de grupos y luego otro gol desde el punto penal en la semifinal (otra vez contra Venezuela) permitiendo así el pase a la final, la cual jugó contra Uruguay.
Ya en el año 2015 confirma su presencia en la Copa América 2015, siendo una de las piezas claves de la delantera de la selección de Ramón Díaz, donde le marca 2 goles a Argentina y uno a Uruguay.

### Participaciones en Copas del Mundo
| Mundial           | Sede      | Resultado        | PJ | Goles |
| ----------------- | --------- | ---------------- | -- | ----- |
| Copa Mundial 2010 | Sudáfrica | Cuartos de final | 5  | 0     |

### Participaciones en Copa América
| Copa América      | Sede      | Resultado     | Partidos | Goles |
| ----------------- | --------- | ------------- | -------- | ----- |
| Copa América 2011 | Argentina | Subcampeón    | 4        | 1     |
| Copa América 2015 | Chile     | Cuarto puesto | 4        | 3     |

### Goles en la selección
| Goles con la Selección de Paraguay | Goles con la Selección de Paraguay | Goles con la Selección de Paraguay | Goles con la Selección de Paraguay | Goles con la Selección de Paraguay | Goles con la Selección de Paraguay | Goles con la Selección de Paraguay | Goles con la Selección de Paraguay | Goles con la Selección de Paraguay |
| Resultados                         | Resultados                         | Resultados                         | Resultados                         | Lugar                              | Estadio                            | Fecha                              | Tipo                               | Goles                              |
| ---------------------------------- | ---------------------------------- | ---------------------------------- | ---------------------------------- | ---------------------------------- | ---------------------------------- | ---------------------------------- | ---------------------------------- | ---------------------------------- |
| Paraguay                           | 1                                  | 2                                  | Irlanda                            | Dublín                             | Royal Dublin Society               | 25 de mayo de 2010                 | Amistoso                           | 1 gol                              |
| Paraguay                           | 2                                  | 2                                  | Costa de Marfil                    | Thonon-les-Bains                   | Estadio Camillie Fournier          | 30 de mayo de 2010                 | Amistoso                           | 1 gol                              |
| Paraguay                           | 2                                  | 0                                  | Grecia                             | Winterthur                         | Estadio FC Winterthur              | 2 de junio de 2010                 | Amistoso                           | 1 gol                              |
| Paraguay                           | 1                                  | 1                                  | China                              | Nanjing                            | Olympic Sports Center              | 7 de septiembre de 2010            | Amistoso                           | 1 gol                              |
| Paraguay                           | 2                                  | 0                                  | Bolivia                            | Santa Cruz                         | Estadio Ramon Tahuichi Aguilera    | 4 de junio de 2011                 | Amistoso                           | 1 gol                              |
| Paraguay                           | 3                                  | 3                                  | Venezuela                          | Ciudad de Salta                    | Estadio Padre Ernesto Martearena   | 13 de julio de 2011                | Copa América 2011                  | 1 gol                              |
| Paraguay                           | 2                                  | 2                                  | Argentina                          | La Serena                          | Estadio La Portada                 | 13 de junio de 2015                | Copa América 2015                  | 1 gol                              |
| Paraguay                           | 1                                  | 1                                  | Uruguay                            | La Serena                          | Estadio La Portada                 | 20 de junio de 2015                | Copa América 2015                  | 1 gol                              |
| Paraguay                           | 1                                  | 6                                  | Argentina                          | Concepción                         | Estadio Ester Roa Rebolledo        | 30 de junio de 2015                | Copa América 2015                  | 1 gol                              |
| Paraguay                           | 2                                  | 1                                  | Bolivia                            | Asunción                           | Estadio Defensores del Chaco       | 17 de noviembre de 2015            | Eliminatorias Sudamericanas 2018   | 1 gol                              |

Para un total de 10 goles.

## Estadísticas

### Clubes
| Club                                  | Div.          | Temporada     | Liga  | Liga  | Liga   | Estatal | Estatal | Estatal | Copas nacionales | Copas nacionales | Copas nacionales | Torneos internacionales | Torneos internacionales | Torneos internacionales | Total | Total | Total  |
| Club                                  | Div.          | Temporada     | Part. | Goles | Asist. | Part.   | Goles   | Asist.  | Part.            | Goles            | Asist.           | Part.                   | Goles                   | Asist.                  | Part. | Goles | Asist. |
| ------------------------------------- | ------------- | ------------- | ----- | ----- | ------ | ------- | ------- | ------- | ---------------- | ---------------- | ---------------- | ----------------------- | ----------------------- | ----------------------- | ----- | ----- | ------ |
| Argentinos Juniors Argentina          | 2.ª           | 2003          | 17    | 5     | 0      | —       | —       | —       | —                | —                | —                | —                       | —                       | —                       | 17    | 5     | 0      |
| Argentinos Juniors Argentina          | 1.ª           | 2004          | 2     | 0     | 0      | —       | —       | —       | —                | —                | —                | —                       | —                       | —                       | 2     | 0     | 0      |
| Tigre Argentina                       | 3.ª           | 2004          | 16    | 0     | 0      | —       | —       | —       | —                | —                | —                | —                       | —                       | —                       | 16    | 0     | 0      |
| Tigre Argentina                       | Total club    | Total club    | 16    | 0     | 0      | 0       | 0       | 0       | 0                | 0                | 0                | 0                       | 0                       | 0                       | 16    | 0     | 0      |
| Deportes Temuco · Chile               | 1.ª           | 2005          | 28    | 12    | 3      | —       | —       | —       | —                | —                | —                | —                       | —                       | —                       | 28    | 12    | 3      |
| Deportes Temuco · Chile               | Total club    | Total club    | 28    | 12    | 3      | 0       | 0       | 0       | 0                | 0                | 0                | 0                       | 0                       | 0                       | 28    | 12    | 3      |
| Tiro Federal Argentina                | 1.ª           | 2006          | 12    | 1     | 1      | —       | —       | —       | —                | —                | —                | —                       | —                       | —                       | 12    | 1     | 1      |
| Tiro Federal Argentina                | Total club    | Total club    | 12    | 1     | 1      | 0       | 0       | 0       | 0                | 0                | 0                | 0                       | 0                       | 0                       | 12    | 1     | 1      |
| Cobreloa · Chile                      | 1.ª           | 2006          | 17    | 8     | 2      | —       | —       | —       | —                | —                | —                | —                       | —                       | —                       | 17    | 8     | 2      |
| Cobreloa · Chile                      | 1.ª           | 2007          | 18    | 14    | 4      | —       | —       | —       | —                | —                | —                | 2                       | 0                       | 0                       | 20    | 14    | 4      |
| Cobreloa · Chile                      | Total club    | Total club    | 35    | 22    | 6      | 0       | 0       | 0       | 0                | 0                | 0                | 2                       | 0                       | 0                       | 37    | 22    | 6      |
| Atlas · México                        | 1.ª           | 2007-08       | 14    | 1     | 0      | —       | —       | —       | —                | —                | —                | —                       | —                       | —                       | 14    | 1     | 0      |
| Atlas · México                        | Total club    | Total club    | 14    | 1     | 0      | 0       | 0       | 0       | 0                | 0                | 0                | 0                       | 0                       | 0                       | 14    | 1     | 0      |
| Colo-Colo · Chile                     | 1.ª           | 2008          | 38    | 37    | 6      | —       | —       | —       | 3                | 4                | 1                | 5                       | 1                       | 1                       | 46    | 42    | 8      |
| Colo-Colo · Chile                     | 1.ª           | 2009          | 15    | 12    | 4      | —       | —       | —       | —                | —                | —                | 6                       | 3                       | 3                       | 21    | 15    | 7      |
| Borussia Dortmund · Alemania          | 1.ª           | 2009-10       | 33    | 19    | 5      | —       | —       | —       | 3                | 4                | 1                | —                       | —                       | —                       | 36    | 23    | 6      |
| Borussia Dortmund · Alemania          | 1.ª           | 2010-11       | 32    | 16    | 4      | —       | —       | —       | 2                | 1                | 1                | 7                       | 4                       | 3                       | 41    | 21    | 8      |
| Borussia Dortmund · Alemania          | 1.ª           | 2011-12       | 18    | 4     | 0      | —       | —       | —       | 4                | 1                | 0                | 3                       | 0                       | 0                       | 25    | 5     | 0      |
| Borussia Dortmund · Alemania          | Total club    | Total club    | 83    | 39    | 9      | 0       | 0       | 0       | 9                | 6                | 2                | 10                      | 4                       | 3                       | 102   | 49    | 14     |
| Guangzhou Evergrande China            | 1.ª           | 2012          | 8     | 2     | 2      | —       | —       | —       | 6                | 4                | 0                | 2                       | 1                       | 0                       | 16    | 7     | 2      |
| Guangzhou Evergrande China            | 1.ª           | 2013          | 9     | 3     | 4      | —       | —       | —       | 1                | 0                | 0                | 6                       | 3                       | 1                       | 15    | 6     | 5      |
| Guangzhou Evergrande China            | Total club    | Total club    | 17    | 5     | 6      | 0       | 0       | 0       | 7                | 4                | 0                | 8                       | 4                       | 1                       | 32    | 13    | 7      |
| Spartak de Moscú · Rusia              | 1.ª           | 2013-14       | 15    | 1     | 1      | —       | —       | —       | 2                | 0                | 0                | 2                       | 0                       | 1                       | 19    | 1     | 2      |
| Spartak de Moscú · Rusia              | 1.ª           | 2014          | 1     | 1     | 0      | —       | —       | —       | —                | —                | —                | —                       | —                       | —                       | 1     | 1     | 0      |
| Spartak de Moscú · Rusia              | Total club    | Total club    | 16    | 2     | 1      | 0       | 0       | 0       | 2                | 0                | 0                | 2                       | 0                       | 1                       | 20    | 2     | 2      |
| Montpellier HSC Francia               | 1.ª           | 2014-15       | 31    | 11    | 3      | —       | —       | —       | 2                | 0                | 0                | —                       | —                       | —                       | 33    | 11    | 3      |
| Montpellier HSC Francia               | Total club    | Total club    | 31    | 11    | 3      | 0       | 0       | 0       | 2                | 0                | 0                | 0                       | 0                       | 0                       | 33    | 11    | 3      |
| Palmeiras · Brasil                    | 1.ª           | 2015          | 13    | 5     | 1      | —       | —       | —       | 8                | 3                | 1                | —                       | —                       | —                       | 21    | 8     | 2      |
| Palmeiras · Brasil                    | 1.ª           | 2016          | 9     | 1     | 0      | 6       | 2       | 0       | 3                | 0                | 0                | 4                       | 1                       | 1                       | 22    | 4     | 1      |
| Palmeiras · Brasil                    | 1.ª           | 2017          | —     | —     | —      | 1       | 1       | 0       | —                | —                | —                | —                       | —                       | —                       | 1     | 1     | 0      |
| Palmeiras · Brasil                    | Total club    | Total club    | 22    | 6     | 1      | 7       | 3       | 0       | 11               | 3                | 1                | 4                       | 1                       | 1                       | 44    | 13    | 3      |
| Grêmio · Brasil                       | 1.ª           | 2017          | 17    | 4     | 1      | 8       | 3       | 0       | 5                | 5                | 1                | 15                      | 6                       | 1                       | 45    | 18    | 3      |
| Grêmio · Brasil                       | Total club    | Total club    | 17    | 4     | 1      | 8       | 3       | 0       | 5                | 5                | 1                | 15                      | 6                       | 1                       | 45    | 18    | 3      |
| Argentinos Juniors Argentina          | 1.ª           | 2018          | 12    | 4     | 1      | —       | —       | —       | 1                | 0                | 0                | —                       | —                       | —                       | 13    | 4     | 1      |
| Argentinos Juniors Argentina          | Total club    | Total club    | 31    | 9     | 1      | 0       | 0       | 0       | 1                | 0                | 0                | 0                       | 0                       | 0                       | 32    | 9     | 1      |
| Colo-Colo · Chile                     | 1.ª           | 2018          | 14    | 3     | 3      | —       | —       | —       | —                | —                | —                | 4                       | 1                       | 0                       | 18    | 4     | 3      |
| Colo-Colo · Chile                     | Total club    | Total club    | 67    | 52    | 13     | 0       | 0       | 0       | 3                | 4                | 1                | 15                      | 5                       | 4                       | 85    | 61    | 18     |
| Huracán Argentina                     | 1.ª           | 2019          | 10    | 3     | 0      | —       | —       | —       | 3                | 0                | 0                | 4                       | 0                       | 0                       | 17    | 3     | 0      |
| Huracán Argentina                     | 1.ª           | 2019          | 8     | 1     | 1      | —       | —       | —       | —                | —                | —                | —                       | —                       | —                       | 8     | 1     | 1      |
| Huracán Argentina                     | Total club    | Total club    | 18    | 4     | 1      | 0       | 0       | 0       | 3                | 0                | 0                | 4                       | 0                       | 0                       | 25    | 4     | 1      |
| Gimnasia y Esgrima La Plata Argentina | 1.ª           | 2019-20       | 3     | 0     | 0      | —       | —       | —       | —                | —                | —                | —                       | —                       | —                       | 3     | 0     | 0      |
| Gimnasia y Esgrima La Plata Argentina | 1.ª           | 2020-21       | —     | —     | —      | —       | —       | —       | 5                | 1                | 0                | —                       | —                       | —                       | 5     | 1     | 0      |
| Gimnasia y Esgrima La Plata Argentina | 1.ª           | 2021          | 8     | 2     | 1      | —       | —       | —       | —                | —                | —                | —                       | —                       | —                       | 8     | 2     | 1      |
| Gimnasia y Esgrima La Plata Argentina | Total club    | Total club    | 11    | 2     | 1      | 0       | 0       | 0       | 5                | 1                | 0                | 0                       | 0                       | 0                       | 16    | 3     | 1      |
| Defensa y Justicia Argentina          | 1.ª           | 2021          | 12    | 2     | 1      | —       | —       | —       | 1                | 0                | 0                | 2                       | 0                       | 0                       | 15    | 2     | 1      |
| Defensa y Justicia Argentina          | Total club    | Total club    | 12    | 2     | 1      | 0       | 0       | 0       | 1                | 0                | 0                | 2                       | 0                       | 0                       | 15    | 2     | 1      |
| Patronato Argentina                   | 1.ª           | 2022          | 13    | 3     | 0      | —       | —       | —       | 1                | 0                | 0                | —                       | —                       | —                       | 14    | 3     | 0      |
| Patronato Argentina                   | Total club    | Total club    | 13    | 3     | 0      | 0       | 0       | 0       | 1                | 0                | 0                | 0                       | 0                       | 0                       | 13    | 3     | 0      |
| Sportivo Trinidense Paraguay          | 1.ª           | 2023          | 19    | 4     | 1      | —       | —       | —       | —                | —                | —                | —                       | —                       | —                       | 19    | 4     | 1      |
| Sportivo Trinidense Paraguay          | Total club    | Total club    | 19    | 4     | 1      | 0       | 0       | 0       | 0                | 0                | 0                | 0                       | 0                       | 0                       | 19    | 4     | 1      |
| Sportivo Luqueño Paraguay             | 1.ª           | 2023          | 17    | 4     | 1      | —       | —       | —       | —                | —                | —                | —                       | —                       | —                       | 17    | 4     | 1      |
| Sportivo Luqueño Paraguay             | 1.ª           | 2024          | 13    | 1     | 0      | —       | —       | —       | —                | —                | —                | 1                       | 0                       | 0                       | 14    | 1     | 0      |
| Sportivo Luqueño Paraguay             | Total club    | Total club    | 30    | 5     | 1      | 0       | 0       | 0       | 0                | 0                | 0                | 1                       | 0                       | 0                       | 31    | 5     | 1      |
| Total carrera                         | Total carrera | Total carrera | 492   | 184   | 50     | 15      | 6       | 0       | 50               | 23               | 5                | 63                      | 20                      | 11                      | 620   | 233   | 66     |
| 1. 2. 3. 4.                           |               |               |       |       |        |         |         |         |                  |                  |                  |                         |                         |                         |       |       |        |

### Selección nacional
| Selección | Año   | Amistoso | Amistoso | Eliminatorias | Eliminatorias | Copa América | Copa América | Mundial | Mundial | Total | Total |
| Selección | Año   | PJ       | G        | PJ            | G             | PJ           | G            | PJ      | G       | PJ    | G     |
| --------- | ----- | -------- | -------- | ------------- | ------------- | ------------ | ------------ | ------- | ------- | ----- | ----- |
| Paraguay  | 2010  | 6        | 4        | -             | -             | -            | -            | 5       | 0       | 11    | 4     |
| Paraguay  | 2011  | 4        | 1        | 1             | 0             | 6            | 1            | -       | -       | 11    | 2     |
| Paraguay  | 2012  | 1        | 0        | -             | -             | -            | -            | -       | -       | 1     | 0     |
| Paraguay  | 2015  | 3        | 0        | 3             | 1             | 4            | 3            | -       | -       | 10    | 4     |
| Paraguay  | 2016  | -        | -        | 1             | 0             | -            | -            | -       | -       | 1     | 0     |
| Paraguay  | 2017  | -        | -        | 2             | 0             | -            | -            | -       | -       | 2     | 0     |
| Total     | Total | 14       | 5        | 7             | 1             | 10           | 4            | 5       | 0       | 36    | 10    |

### Tripletes
| Lista de partidos en los que anotó tres o más goles | Lista de partidos en los que anotó tres o más goles | Lista de partidos en los que anotó tres o más goles | Lista de partidos en los que anotó tres o más goles | Lista de partidos en los que anotó tres o más goles | Lista de partidos en los que anotó tres o más goles | Lista de partidos en los que anotó tres o más goles |
| N.º                                                 | Fecha                                               | Estadio                                             | Partido                                             | Goles                                               | Resultado                                           | Competición                                         |
| --------------------------------------------------- | --------------------------------------------------- | --------------------------------------------------- | --------------------------------------------------- | --------------------------------------------------- | --------------------------------------------------- | --------------------------------------------------- |
| 1                                                   | 27 de enero de 2007                                 | Estadio Zorros del Desierto, Calama                 | Cobreloa - Antofagasta                              |                                                     | 7 - 1                                               | Torneo Apertura 2007                                |
| 2                                                   | 24 de octubre de 2008                               | Estadio Monumental, Santiago de Chile               | Colo-Colo - La Serena                               |                                                     | 3 - 0                                               | Torneo Clausura 2008                                |
| 3                                                   | 24 de abril de 2010                                 | Stadion Nürnberg, Núremberg                         | Núremberg - Borussia Dortmund                       |                                                     | 2 - 3                                               | 1. Bundesliga 2009-10                               |
| 4                                                   | 28 de abril de 2012                                 | Fritz-Walter-Stadion, Kaiserslautern                | Kaiserslautern - Borussia Dortmund                  |                                                     | 2 - 5                                               | 1. Bundesliga 2011-12                               |
| 5                                                   | 17 de enero de 2015                                 | Estadio Maracaná, Río de Janeiro                    | Metz - Montpellier                                  |                                                     | 2 - 3                                               | Ligue 1 2014-15                                     |
| 6                                                   | 16 de septiembre de 2015                            | Estadio Maracaná, Río de Janeiro                    | Fluminense - Palmeiras                              |                                                     | 1 - 4                                               | Serie A 2015                                        |
| 7                                                   | 27 de abril de 2017                                 | Estadio Arena do Grêmio, Porto Alegre               | Grêmio - Guaraní                                    |                                                     | 4 - 1                                               | Copa Libertadores 2017                              |

## Palmarés

### Torneos nacionales
| Título             | Club                       | País     | Año    |
| ------------------ | -------------------------- | -------- | ------ |
| Primera División   | C. S. D. Colo-Colo         | Chile    | 2008-C |
| Primera División   | C. S. D. Colo-Colo         | Chile    | 2009-C |
| 1. Bundesliga      | B. B. V. Dortmund          | Alemania | 2011   |
| 1. Bundesliga      | B. B. V. Dortmund          | Alemania | 2012   |
| Copa de Alemania   | B. B. V. Dortmund          | Alemania | 2012   |
| Superliga de China | Guangzhou Evergrande F. C. | China    | 2012   |
| Copa de China      | Guangzhou Evergrande F. C. | China    | 2012   |
| Copa de Brasil     | S. E. Palmeiras            | Brasil   | 2015   |
| Serie A            | S. E. Palmeiras            | Brasil   | 2016   |

### Torneos internacionales
| Título                       | Club               | Sede  | Año  |
| ---------------------------- | ------------------ | ----- | ---- |
| Copa Libertadores de América | Grêmio F. B. P. A. | Lanús | 2017 |

### Distinciones individuales
| Distinción                                                            | Año     |
| --------------------------------------------------------------------- | ------- |
| Goleador de la Primera División (19 goles)                            | 2008-A  |
| Goleador de la Primera División (18 goles)                            | 2008-C  |
| Mejor Goleador Mundial de Primera División según la IFFHS             | 2008    |
| Parte del Equipo Ideal de El Gráfico Chile                            | 2008    |
| Mejor Jugador del Año por El Gráfico Chile                            | 2008    |
| Mejor Delantero del Campeonato Chileno                                | 2008    |
| Goleador del año en los Premios ANFP                                  | 2008    |
| Goleador de la Copa Chile (4 goles)                                   | 2008-09 |
| Condecoración Especial de la Presidencia de la República del Paraguay | 2010    |
| Premio ABC Color al Mejor futbolista paraguayo del año                | 2010    |
| Jugador más valorado de la Copa China                                 | 2012    |
| Incluido en el 11 Ideal de la primera fase de la Copa América         | 2015    |